# Принцеза Шарлот од Велса
Принцеза Шарлот од Велса (енгл. Princess Charlotte of Wales), пуним именом Шарлот Елизабета Дајана (енгл. Charlotte Elizabeth Diana), друго је дете и једина кћерка Вилијама, принца од Велса и Кетрин, принцезе од Велса. Она је трећа у реду за британски престо, после свог оца и старијег брата.

## Рођење и крштење
Краљевска резиденција је 8. септембра 2014. године објавила да војвода и војвоткиња од Кембриџа очекују друго дете. Следећег месеца објављено је да се беба очекује у априлу 2015.
Дана 2. маја 2015. године у 08:34ч војвоткиња је родила кћерку у болници Свете Марије у Лондону, где је рођен њен муж и њихово прво дете. Војвода од Кембриџа је присуствовао порођају. Принцеза је представљена јавности први пут испред болнице са родитељима, мање од 10 сати након што је рођена.
У вечерњим сатима наредног дана, знаменитости, као што су Тауербриџ, Лондонско око и Трафалгар сквер у Лондону, фонтана и Кула света у Отави, претворени су у розе поводом рођења принцезе. Дана 4. маја топови су пуцали у Хајд парку и Лондонском Тауеру. Касније тог дана, њено име је најављено као Шарлот Елизабета Дајана.
Дана 5. јула 2015, Принцеза Шарлот је крштена од стране Надбискупа кентерберијског у храму Свете Марије Магдалене.

## Сусрети с јавношћу
Дана 1. маја 2016. године, краљевска породица је објавила фотографије принцезе Шарлот испред њеног првог рођендана. Дана 2. маја Шарлот је напунила једну годину и добила поклоне од 64 земаља, укључујући и књигу Ханса Кристијана Андерсена бајке од Дејвида Камерона.
Дана 11. јуна 2016, направила је своје прво јавно појављивање, које је било на балкону Бакингемске палате у време Поздрава бојама, а у септембру исте године, она је отишла са својим родитељима у Канаду, где је виђена на доласку, на дечијем фестивалу, и на одласку.
Дана 20. маја 2017. године била је деверуша на венчању своје тетке Пипе Мидлтон и Џејмса Метјуза. Годину дана касније,19. маја.2018, била је деверуша на венчању свог стрица, Принца Харија и Меган Маркл. Своје школовање, званично, започела је у јануару 2018. године у школи Willcocks Nursery, која се налази у близини Кенсингтонске палате.

## Звање
Принцеза Шарлот од Кембриџа је од рођења британска принцеза, коју ословљавају са њено краљевско височанство Она је прва принцеза у историји која није померена са британског реда за престо, упркос томе што је 23. априла 2018. године добила брата. Краљица Елизабета Друга је 2011. године створила ту промену у наследном праву.
Принцеза је трећа у реду за титулу краљице, после оца и старијег брата.

## Имена у њену част
У 2016. години, Марк Чејкобс је дебитовао кармин „Шарлот” назван по принцези, и принцеза Шарлот Хризантема је такође названа у њену част.

## Презиме
Принцезе попут Шарлот, углавном, не користе презиме. Уколико је то потребно, Шарлот користи презиме Монтбатен-Виндзор.